# O be joyful in the Lord
O be joyful in the Lord D-dur (HWV 246, ChA 34, HHA III/4) – pierwszy w z cyklu 11 Chandos Anthems – hymnów skomponowanych ok. 1717 przez Georga Friedricha Händla podczas jego pobytu w Cannons u Jamesa Brydgesa, hrabiego Carnarvon, późniejszego księcia Chandos.

## Obsada
- Soliści: Sopran, Tenor, Bas
- Chór: sopran, tenor, bas
- Instrumenty: obój, fagot, skrzypce (I, II), wiolonczela, basso continuo

## Struktura dzieła[1]
| Nr | Wers | Oznaczenie tempa      | Głosy              | Instrumenty                                              |
| -- | --- | --------------------- | ------------------ | -------------------------------------------------------- |
| 1  | (Sinfonia) | Adagio, Allegro       | –                  | obój, skrzypce I, II, basso continuo                     |
| 2  | O be joyful in the Lord, all ye lands                                                                                               | brak oznaczenia tempa | Solo: T, Chór: stb | obój, skrzypce I, II, basso continuo                     |
| 3  | Serve the Lord with gladness, and come before his presence with a song.                                                             | brak oznaczenia tempa | Chór: stb          | obój, skrzypce I, II, basso continuo                     |
| 4  | Be ye sure that the Lord he is God; it is he that hath made us and not we ourselves; we are his people and the sheep of his pasture | brak oznaczenia tempa | Duet: SB           | obój, skrzypce I, basso continuo                         |
| 5  | O go your way into his gates with thanksgiving and into his courts with praise; be thankful unto him and speak good of his Name     | brak oznaczenia tempa | Chór: stb          | obój, skrzypce I, II, basso continuo                     |
| 6  | For the Lord is gracious; his mercy is everlasting; and his truth endureth from generation to generation.                           | Adagio                | Trio: STB          | obój, skrzypce I, II, basso continuo                     |
| 7  | Glory to the Father, and to the Son, and to the Holy Spirit.                                                                        | brak oznaczenia tempa | Chór: stb          | obój, fagot, skrzypce I, II, wiolonczela, basso continuo |
| 8  | As it was in the beginning, is now, and will be for ever. Amen.                                                                     | Allegro, Adagio       | Chór: stb          | obój, skrzypce I, II, basso continuo                     |

O be joyful in the Lord, podobnie jak większość Chandos Anthems, opiera się na wcześniejszych kompozycjach. W tym wypadku anthem jest przeróbką Utrecht Jubilate, HWV 279, skomponowanego z okazji pokoju w Utrechcie w 1713 r. Ograniczenia składu orkiestry i śpiewaków w Cannons spowodowały redukcję cztero- i pięciogłosowych chórów do trzygłosowych (sopran, tenor, bas), podobnie orkiestra – smyczki nie mają altówki.
| Handel – O be joyful in the Lord                  | Zapożyczenia |
| ------------------------------------------------- | --- |
| 1. (Sinfonia) Adagio Allegro                      | Materiał bazuje na kompozycji Johann Kuhnaua – Frische Clavier-Früche, Suonata Terza: Aria II Adagio: Te Deum D-dur, HWV 280 (ok.1714) Allegro: Utrecht Te Deum D-dur, HWV 278, (1713) Część I: We praise thee |
| 2. O be joyful in the Lord                        | Laudate pueri Dominum, D-dur, HWV 237 (1707): Część I Laudate pueri dominum |
| 4. Be ye sure that the Lord he is God             | A mirarvi io son intento, HWV 178 (1710/12) |
| 5. O go your way into his gates with thanksgiving | Brockes-Passion, HVW 48 (1716/1717) Nr 6b Chór: satb Wir alle wollen eh'erblassen. |

## Nagrania
1. Handel – Chandos Anthems Vol.1 – Chandos Anthems Nos 1, 2, 3 – Lynne Dawson – sopran, Ian Partridge – tenor, Michael George – bas, The Sixteen Choir & Orchestra – Harry Christophers, dyr., CHANDOS, 1994 (1988), CD, DDD, CHAN 0503
2. Handel – Chandos Anthems – complete – Lynne Dawson – sopran, Patrizia Kwella – sopran, James Bowman – kontratenor, Ian Partridge – tenor, Michael George – bas, The Sixteen Choir & Orchestra – Harry Christophers, dyr., CHANDOS, 1994 (1988, 1989), 4CD, DDD, CHAN 0554-7